# Anne-Marie Nielsen
Anne-Marie "Søs" Nielsen, född 11 juli 1941 i Dalum, Odense, är en dansk tidigare handbollsspelare och tränare.

## Karriär
Anne-Marie Nielsen spelade under hela sin karriär för FIF, Fredriksbergs IF. På nationell nivå var klubben dominerande. Med klubblaget vann hon tio danska mästerskap under åren 1959–1978. Hon spelade också en final i Europacupen (nuvarande Champions League) med FIF 1963, som klubben förlorade.

### Landslagskarriär
Nielsen debuterade i landslaget 17 år och 5 månader gammal och hade därefter en landslagskarriär som varade i nästan 17 år. Landslagsdebut gjorde hon mot Sverige den 15 januari 1959, då Danmark vann med 8-4. Vid VM 1962 i Rumänien tog hon silvermedalj med Danmark. Danmark förlorade VM-finalen mot Rumänien med 5–8 inför 20 000 åskådare. Vid VM 1965 blev hon skyttekung med 11 mål på 4 matcher. Den tidens handboll hade mycket färre mål. Danmarks resultat i VM 1965: Jugoslavien 6–11, Japan 10–9, Västtyskland 5–7, Rumänien 10–9 med Danmarks siffror först. Hennes 180 landskamper skulle i dagens handboll blivit fler. Då fanns inte EM och utan handboll i Olympiska Spelen och med VM bara vart tredje år och i det hela taget med mycket färre landskamper. Hon har dock rekordet med hela 133 landskamper i en följd utan avbrott. Från juni 1960 till november 1973 spelade hon samtliga danska landskamper. En rekord som står sig och verkar oslagbart. 

## Meriter
- 1962: VM-silver med Danmarks landslag
- 1959: DM-guld (Dansk mästare)
- 1962: DM-guld
- 1964: Cupguld (Danska cupen)
- 1965: Cupguld
- 1966: DM-guld, cupsilver
- 1967: DM-guld, cupguld
- 1968: DM-silver
- 1969: DM-silver, cupguld
- 1970: DM-silver, cupguld
- 1971: DM-guld
- 1972: DM-guld, cupguld
- 1973: DM-guld, cupguld
- 1974: DM-guld
- 1975: DM-silver, cupsilver
- 1976: DM-guld
- 1977: DM-silver
- 1978: DM-guld

Källa: 